# Eodiscoglossus oxoniensis
Eodiscoglossus oxoniensis (лат.) — вид вымерших бесхвостых земноводных, живших в среднеюрскую эпоху. Известен по ископаемым остаткам из отложений формации Форест-Марбл (Forest Marble Formation) в Великобритании. Традиционно вид относят к семейству круглоязычных, однако такая классификация, по-видимому, основана на гомоплазических и плезиоморфных признаках.

## Описание
Ископаемый Eodiscoglossus oxoniensis по многим характеристикам напоминает современных представителей рода дискоязычных лягушек.